# Orellana la Vieja
Orellana la Vieja è un comune spagnolo di 3 093 abitanti situato nella comunità autonoma dell'Estremadura.